# St. Lawrence University
La St. Lawrence University è un college di arti liberali situato nel villaggio di Canton nella Contea di St. Lawrence, New York negli Stati Uniti.

## Il Campus
Il campus, con i suoi 4 km² si trova sul lato sud del villaggio di Canton. L'area principalmente sviluppata è solo il 20% della superficie totale del campus, ed è al centro di Park Street. La maggior parte di questa zona è un "campus a piedi", ovvero è interdetta ai veicoli a motore. I parcheggi si trovano ai margini del campus e il traffico attraverso il campus croce è a Park Street (nord-sud) e Romoda Drive e University Avenue (est-ovest). Strade come Park Street, Hillside Avenue, College Street, Lincoln Street e Maple Street collegano la scuola al centro di Canton e alle strade principali come la US Route 11, Route 68 New York, NY Percorso 310, e County Route 27.
Il North Country Japanese Garden, finanziato da sovvenzioni e donazioni, è stato progettato da studenti che avevano visitato giardini zen in Giappone. È simbolo di elementi che si trovano nello Stato di New York, nonché di quelli tradizionali giapponesi.